# Famille de Witte (bourgmestre de Bruges)
Pour les articles homonymes, voir Witte.

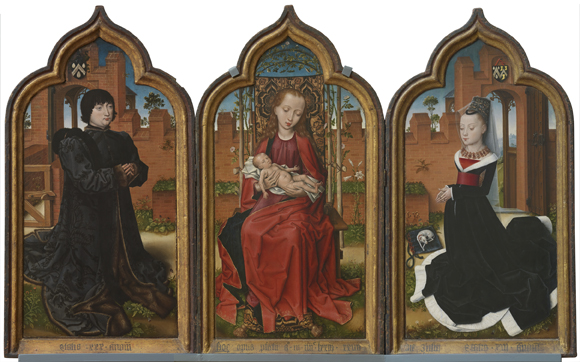
Triptyque de Jean de Witte, bourgmestre de Bruges, par le maître brugeois de 1473.

La famille de Witte, à laquelle appartenait Jean de Witte, bourgmestre de Bruges, est une famille bourgeoise du Franc de Bruges, qui s'est illustrée en la personne de :
- Jean de Witte, marchand international, bourgmestre de Bruges, dont le portrait peint sur triptyque nous a été transmis par un peintre anonyme, connu sous l'appellation de Maître brugeois de 1473. Il avait épousé Marie Hoose[1]. Certains auteurs l'identifient avec Jean de Witte seigneur de Ruddervoorde. Toutefois selon une généalogie des De Witte seigneurs de Ruddervoorde publiée par F. Van Dyck en 1851, Jean De Witte, seigneur de Ruddervoorde par achat de 1476, était marié à Marguerite Peys[2] dont il eut un fils du nom de Paul De Witte. Cette généalogie ne mentionne pas non plus le célèbre Jean de Witte qui suit.
- Jean de Witte (évêque) (1475-1540), frère prêcheur (dominicain), humaniste et évêque de Cuba, fils du précédent.

## Héraldique
| Selon le Triptyque          |  | De sable, au chevron d'or, accompagné de trois gouttelettes d'argent. Ce blason semble être celui de la Famille de Witte de Haelen. |
| Selon F. Van Dyck, op. cit. |  | De sable, au chevron de gueules, accompagné de trois gouttelettes d'argent.                                                         |

## Pour approfondir